# Rafael Román Guerrero
Rafael Román Guerrero (Chiclana de la Frontera, 24 de diciembre de 1948) es un político español del Partido Socialista Obrero Español y profesor universitario de Andalucía. Entre 2004 a 2008 fue Diputado en el Congreso y desde 1982 a 1984 Consejero de Cultura de la Junta de Andalucía.

## Biografía
Rafael Román está casado y es padre de tres hijas, también tiene seis hermanos, uno de ellos el actual alcalde de Chiclana, José María Román Guerrero
Doctor en Filosofía y Ciencias de la Educación por la Universidad de Salamanca. En su actividad profesional es profesor titular de Pedagogía e Historia de la Educación en la Universidad de Cádiz, de la que también formó parte de su Consejo Social hasta 2008.
Miembro del PSOE desde 1974 del que fue Presidente Provincial y miembro de la Ejecutiva Regional así como del Comité Federal y del Director de Andalucía, a los que ha pertenecido en distintos períodos, y de la Unión General de Trabajadores de España, de la que fue Secretario General provincial en Cádiz de 1977 a 1981. En el 39 congreso Federal del PSOE de 2017 fue elegido miembro de la Comisión Federal de Ética y Garantías, responsabilidad en la que fue reelegido en el 40 Congreso Federal (2021) siendo en la actualidad presidente de dicha Comisión.
Ha sido senador en seis legislaturas: cuatro de ellas elegido por la provincia de Cádiz (1979, 1986, 1989 y 1993) y dos por el Parlamento de Andalucía (1984-1986). Además de diputado por Cádiz en el Parlamento de Andalucía, fue Consejero de Cultura de la Junta de Andalucía entre 1982 y 1984 Durante su mandato se aprobaron las leyes autonómicas de Bibliotecas, Archivos y Museos de Andalucía. Candidato a la Alcaldía de Cádiz en las elecciones municipales de 2003 y 2007, Presidente de la Diputación gaditana de 1995 a 2003, donde estableció el 19 de marzo como Día de la Provincia para celebrarlos en conmemoración de la Constitución de Cádiz y haciendo hijos predilectos de la Provincia de Cádiz a Rafael Alberti, Fernando Quiñones, José Manuel Caballero Bonald, Paco de Lucía, Rocío Jurado, Álvaro Mutis, Chano Lobato, Carlos Castilla del Pino y Carlos Edmundo de Ory. Otorgó la medalla de oro de provincia de Cádiz al filósofo Adolfo Sánchez Vázquez, algecireño exiliado en México así como al diplomático gibraltareño Salomón Seruya y al periodista alemán Miguel Vermehren.
Fue diputado al Congreso en las generales de 2004 y de 2008. Fue miembro durante ocho años de la Asamblea Parlamentaria del Consejo de Europa y de la Unión Europea Occidental (UEO). Ha sido asimismo hasta 2011 miembro de la Asamblea Parlamentaria de la OTAN.
Ha sido columnista del Grupo Andalucía Información, así como del Diario de Cádiz. 
Autor de diversas obras sobre educación y pedagogía, entre las que destaca La enseñanza en Cádiz en el siglo XVIII, 1991. ISBN 84-606-0178-1 y de biografía y pensamiento político como "Crónica de una generación" 2012 - ISBN 978-84-95813-52-7 .